# Radu-Mihai Cristescu
Radu-Mihai Cristescu (n. 30 ianuarie 1968, București, România) este un deputat român, ales în 2020 din partea PSD. 